# Miconia moensis
Miconia moensis là một loài thực vật có hoa trong họ Mua. Loài này được (Britton) Alain mô tả khoa học đầu tiên năm 1955.